# Elektra Records
Elektra Records er et amerikansk pladeselskab, der blev etableret i 1950 og som i dag er ejet af Warner Music Group, der siden 2004 har drevet selskabet som en del af WMGs Atlantic Records Group. 
Elektra blev grundlagt i 1950 af Jac Holzman og Paul Rickholt, som hver investerede 300$. Elektra koncentrerede sig i begyndelsen om udgiveler indenfor amerikansk folkemusik og folkrock og udgav musik med bl.a. Theodore Bikel, Judy Collins og protestsangere som Phil Ochs og Tom Paxton. Elektra etablerede i 1964 et under-label. Nonesuch Records, der med succes udgav klassisk musik i USA. I 1965 gik Elektra ind i markedet for popmusik, der var på kraftig fremmarch i USA. Elektra fik kontrakt med nogle af de nye amerikanske navne inden for den psykedeliske og progressive rock, herunder Paul Butterfield Blues Band (med Mike Bloomfield) og de to Los Angeles bands, Love og The Doors samt fra Detroit The Stooges og MC5.
Elektra blev i 1970 købt af Kinney National Company, der samlede sine musikaktiviteter under paraplyen Warner-Elektra-Atlantic. I 1972 fusioneredes Elektra med Asylum Records og blev til Elektra/Asylum Records; Asylum's stifter, David Geffen, blev chef for det fusionerede label. I begyndelsen af 1980'erne blev mærket kendt for sine udgivelser indenfor den fremspirende new wave med bl.a. artisterne The Cars. 
I 1989 skiftede selskabet officielt navn til Elektra Entertainment og signede en række artister, herunder Metallica, Anita Baker, Teddy Pendergrass og Third Eye Blind. I midten af 1990'erne var mærket plaget af intern uenighed i Warner Music Group, ligesom en retssag med Metallica om retten til gruppens masterindspilninger sled på mærket. 
I februar 2004 blev Warner Music Group solgt af Time Warner og køberen besluttede at sammenlægge Elektra med Atlantic Records under navnet "Atlantic Records Group". Elektra-mærket blev herefter lagt i dvale (selv om artister som Tracy Chapman, Björk og Yolanda Adams fortsat udgav på mærket), men blev re-aktivtet i 2009. Det re-aktivterede Elektra har bl.a. udgivet musik af Charlotte Gainsbourg, Uffie, Little Boots, Bruno Mars og Cee-Lo Green.